# Ботани Бей
Ботани Бей (на английски: Botany Bay, буквално – ботанически залив) е залив в югозападната част на Тасманово море, край югоизточния бряг на Австралия, в щата Нов Южен Уелс. Дължината му от запад на изток е 10 km, а ширината на входа – 2,2 km. Бреговете му са ниски и силно разчленени от множество по-малки заливчета. В него се вливат реките Кук и Джорджес. Приливите са полуденонщни, с височина до 2,3 m. Край бреговете му са разположени южните предградия на най-големия австралийски град Сидни.
Заливът Ботани Бей е открит на 29 април 1770 г. от великия английски мореплавател Джеймс Кук по време на първата му експедиция. На 18 – 20 януари 1788 г. в залива пристигат първите кораби със заселници от Англия, но поради отсъствието на прясна вода и слабо защитения от морето залив на 26 януари те се прехвърлят на 12 мили на север в залива Порт Джексън, където основават първото селище в Австралия – град Сидни.